# زيغ لوني

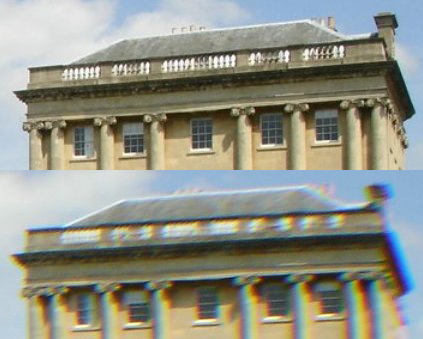
في الأعلى: صورة بدون زيغ لوني، في الأسفل: زيغ لوني

الزَّيْغ اللوني هو نوع من الزيغ الذي يحصل للعدسات الكروية، ويمكن تعريفه بأنه تشويه في الصورة بسبب تركيز الضوء في نقاط مختلفة، مما يؤدي لظهور الجسم المرئي محاطًا بحزم ملونة. ويحدث عندما يتم استخدام عدسة واحدة، والسبب في ذلك هو ان البعد البؤري للعدسه يعتمد على معامل الانكسار للعدسه ومعامل الانكسار يعتمد على الطول الموجي والضوء الركب يحوي على أكثر من طول موجي للذلك تتكون أكثر من صورة وبمواقع مختلفه وباحجام مختلفه تبعا للاطوال الموجيه الداخلة للعدسه ويمكن تخفيض هذا العيب بواسطة العدسات الالونية وهي عدسة تتكون من عدستين أو أكثر لها معاملات انكسار مختلفة.

## معرض صور

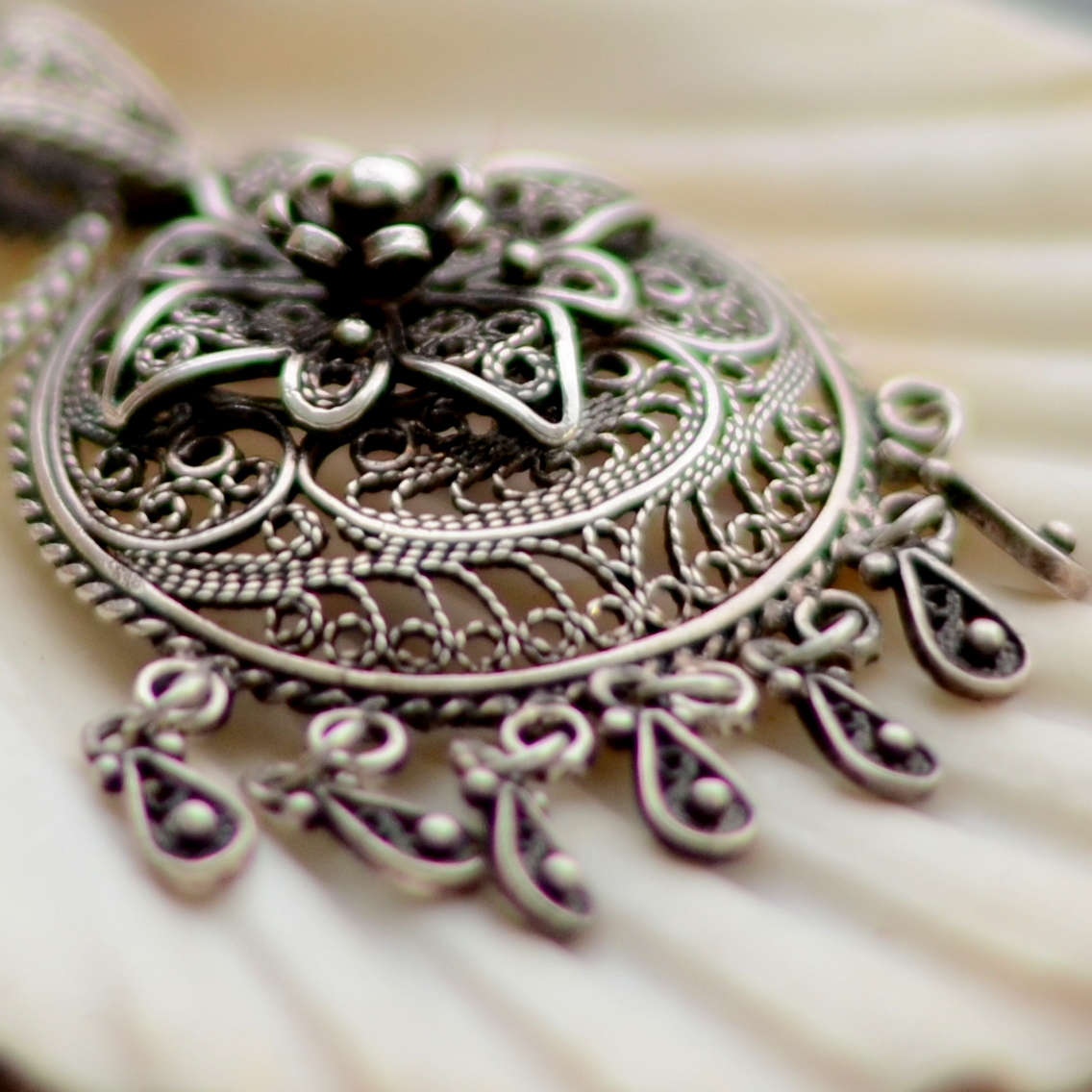
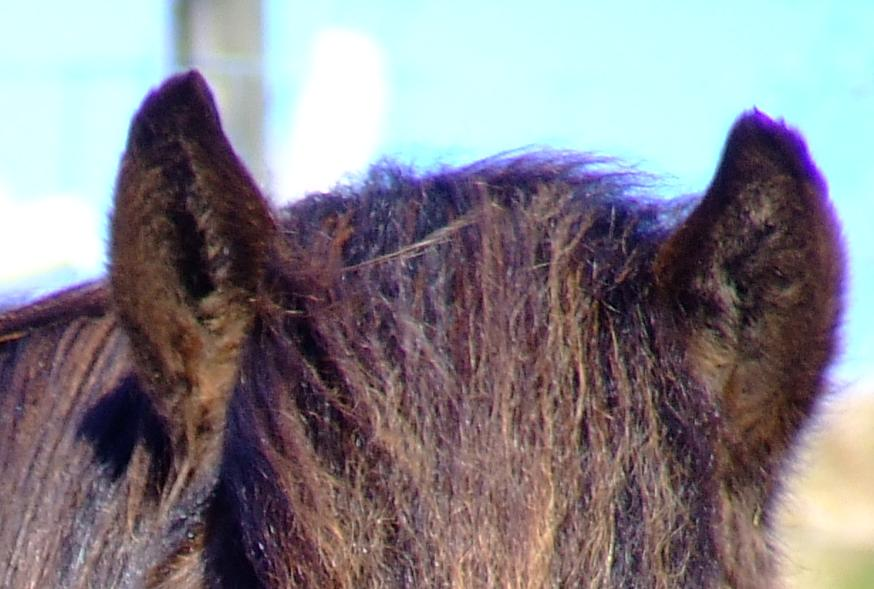
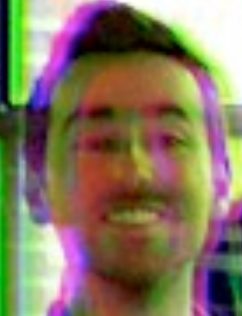
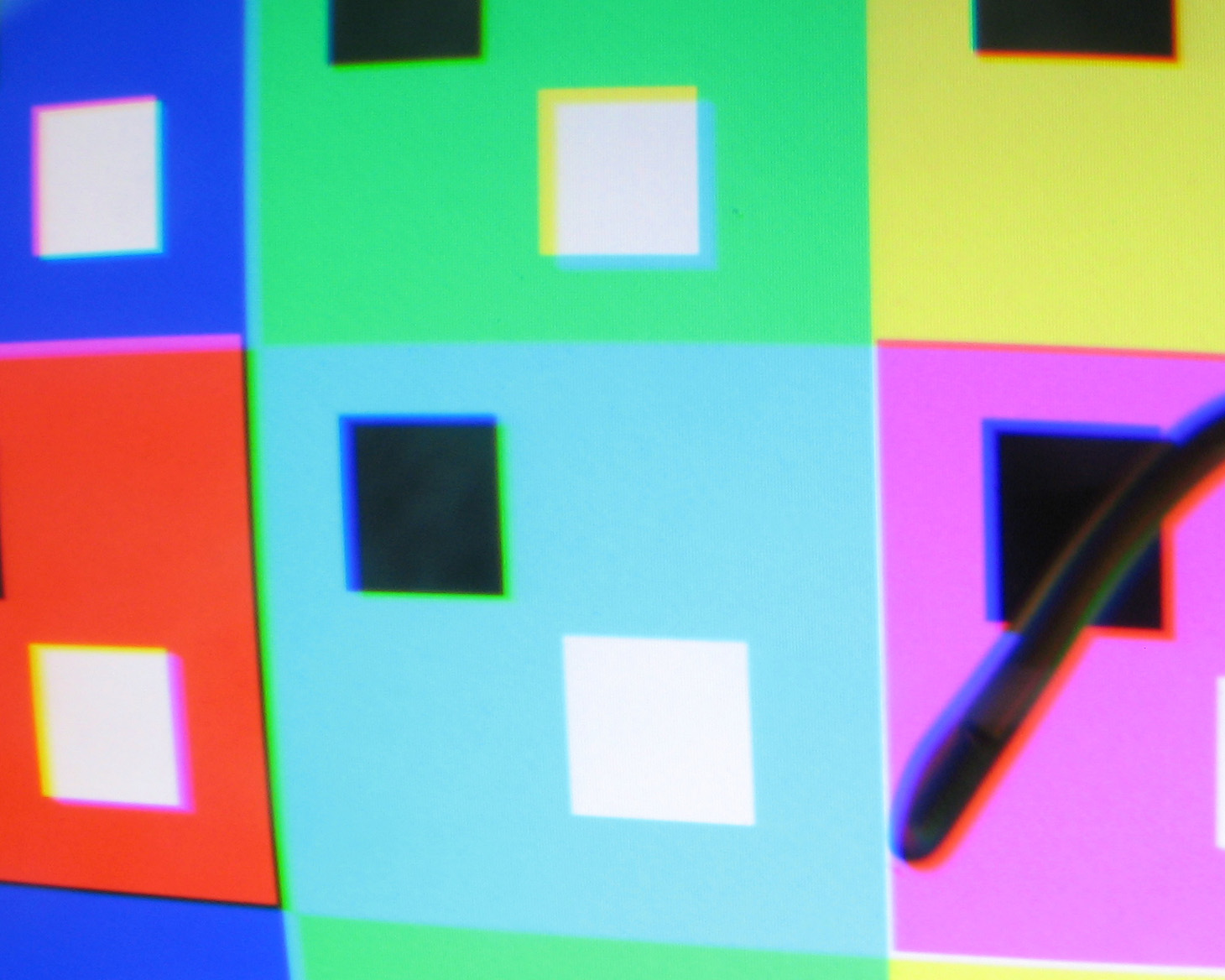